# Palmarès del Leeds United Football Club
Il Leeds United Football Club o Leeds United è un club calcistico inglese di Leeds, nato nel 1919 dopo lo scioglimento di un preesistente club cittadino, il Leeds City.
Nel suo palmarès figurano tre campionati inglesi (1968-1969, 1973-1974 e 1991-1992), una Coppa d'Inghilterra (1971-1972), una Football League Cup (1967-1968), due Supercoppe d'Inghilterra (1969 e 1992) e due Coppe delle Fiere (1967-1968 e 1970-1971). Tra gli anni sessanta e settanta del XX secolo il Leeds, guidato dall'allenatore Don Revie, si impose come una delle migliori squadre europee dell'epoca, giungendo in finale di Coppa delle Coppe (1972-1973) e Coppa dei Campioni (1974-1975).

## Competizioni nazionali
- Campionato inglese: 3

1968-1969, 1973-1974, 1991-1992
- Campionato inglese di seconda divisione: 4

1923-1924, 1963-1964, 1989-1990, 2019-2020, 2024-2025
- Coppa d'Inghilterra: 1

1971-1972
- Coppa di Lega inglese: 1

1967-1968
- Charity Shield: 2

1969, 1992
- National League Cup: 1

2024-2025

## Competizioni regionali
- Central League: 2

1937, 1938
- East Division Central League: 2

2009, 2010

## Competizioni internazionali
- Coppa delle Fiere: 2

1967-1968, 1970-1971 (record inglese)

## Competizioni giovanili
- FA Youth Cup: 2

1992-1993, 1996-1997
- Torneo Internazionale Under-19 Bellinzona: 1

1980-1981

## Altri piazzamenti
- Campionato inglese:

Secondo posto: 1964-1965, 1965-1966, 1969-1970, 1970-1971, 1971-1972
Terzo posto: 1972-1973, 1999-2000
- Campionato inglese di seconda divisione:

Secondo posto: 1927-1928, 1931-1932, 1955-1956
Terzo posto: 2018-2019, 2023-2024
Finalista play-off: 2005-2006
- Football League One:

Secondo posto: 2009-2010
Finalista play-off: 2007-2008
- Coppa d'Inghilterra:

Finalista: 1964-1965, 1969-1970, 1972-1973
Semifinalista: 1966-1967, 1967-1968, 1976-1977, 1986-1987
- Coppa di Lega inglese:

Finalista: 1995-1996
Semifinalista: 1967-1968, 1977-1978, 1978-1979, 1990-1991
- Community Shield:

Finalista: 1974
- Full Members Cup:

Semifinalista: 1990-1991
- Football League Trophy:

Semifinalista: 2009-2010
- Coppa dei Campioni:

Finalista: 1974-1975
Semifinalista: 1969-1970, 2000-2001
- Coppa delle Coppe:

Finalista: 1972-1973
- Coppa delle Fiere:

Finalista: 1966-1967
Semifinalista: 1965-1966
- Trofeo della Coppa delle Fiere:

Finalista: 1971
- Coppa UEFA:

Semifinalista: 1999-2000
- UEFA Fair Play ranking: 1

1994-1995